# Камйонка (Верушовський повіт)
Камйонка (пол. Kamionka) — село в Польщі, у гміні Болеславець Верушовського повіту Лодзинського воєводства.
Населення — 198 осіб (2011).
У 1975-1998 роках село належало до Каліського воєводства.

## Демографія
Демографічна структура станом на 31 березня 2011 року:
|          | Загалом | Допрацездатний вік | Працездатний вік | Постпрацездатний вік |
| -------- | ------- | ------------------ | ---------------- | -------------------- |
| Чоловіки | 101     | 17                 | 68               | 16                   |
| Жінки    | 97      | 13                 | 59               | 25                   |
| Разом    | 198     | 30                 | 127              | 41                   |